# 冠鷓鴣

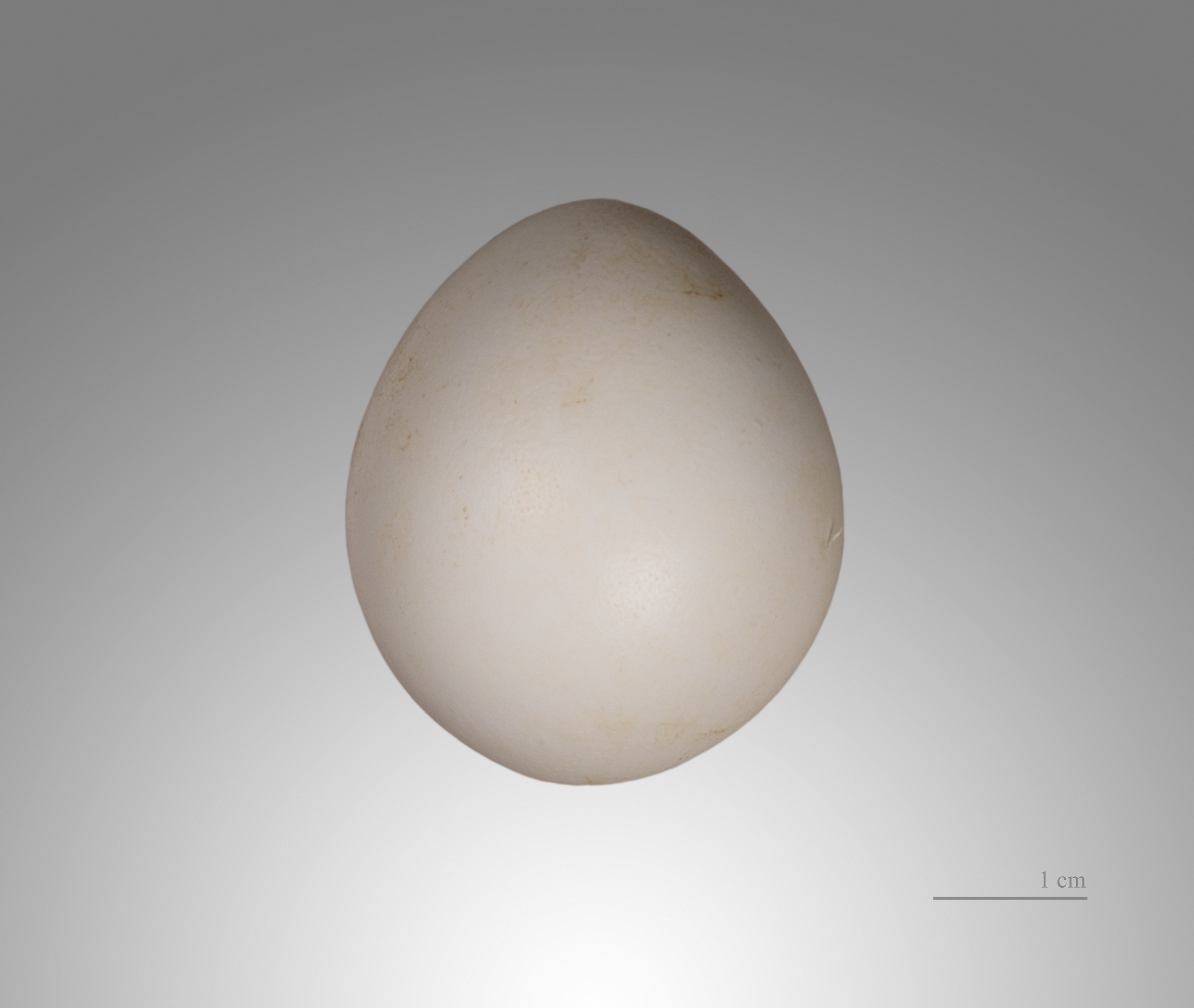
Rollulus rouloul

冠鷓鴣（Rollulus rouloul），又名冕鷓鴣，是雉科的一種獵鳥。

## 特徵
冠鷓鴣圓圓的，尾巴很短，身長25厘米。牠們的沒有羽毛的面部呈深紅色，腳呈紅色，沒有距或後趾。雄鳥上身呈金屬綠色，下身呈深藍色，雙翼褐色，頭部有高企的紅冠，前額有白點。雄鳥較雌鳥稍大。雌鳥呈綠色，翼底褐色，頭部灰色，沒有斑點及冠。雛鳥與成鳥相似，只是較為深色。

## 分佈
冠鷓鴣是細小的留鳥，棲息在緬甸南部、泰國南部、馬來西亞、蘇門答臘及汶萊低地雨林。

## 行為
冠鷓鴣會在地上築巢，以葉子為材料，藏在葉堆中。牠們每次會生5-6隻蛋，需18天來孵化。雛鳥是由雙親所餵養，而非像其他雞形目般自行在地上喙食。牠們雖然早熟，但也會繼續留在巢中。
冠鷓鴣很多時都是單獨或成對的在地上覓食，主要吃果實、種子及無脊椎動物。雖然牠們較多在地上走動，但也會飛行一段短距離。

## 保育
冠鷓鴣的棲息地受到破壞，但牠們的適應力很強。世界自然保護聯盟將牠們列為近危，而《瀕危野生動植物種國際貿易公約》亦將牠們列在附錄三的保護範圍內。

## 外部連結
- ARKive
- BirdLife Species Factsheet （页面存档备份，存于）